# Hoogheemraadschap van Putten

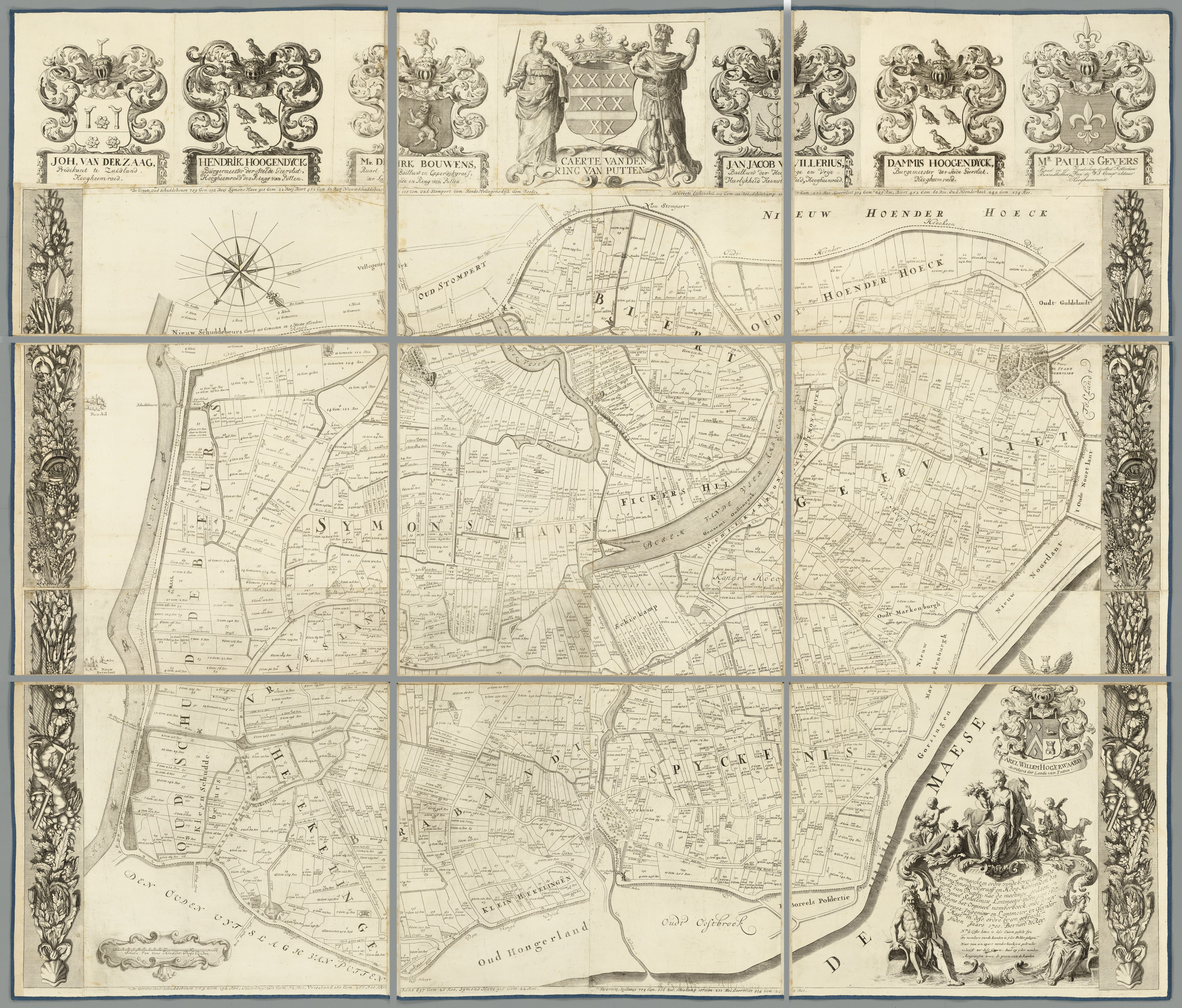
Kaart Ring van Putten 1700

Het Hoogheemraadschap van Putten was een waterschap in de Nederlandse provincie Zuid-Holland en omvatte het gehele eiland Putten. Het was verantwoordelijk voor de ringdijk en afwatering van de inliggende polders. Tot 1862 was de naam Ring van Putten.